# Houlgate
Pour les articles homonymes, voir Houlgate (homonymie).
Cet article possède un paronyme, voir Holgate.
Houlgate est une commune française du canton de Cabourg, située dans le département du Calvados en région Normandie, peuplée de 1 657 habitants.
Station balnéaire de la Côte Fleurie créée sur les landes de Beuzeval, elle est localisée dans le pays d'Auge, à mi-distance entre Cabourg à l'ouest et Villers-sur-Mer à l'est, à une vingtaine de kilomètres de Caen et 14 km de Deauville. La ville est réputée pour son architecture balnéaire typique de la Belle Époque.
Beuzeval était au XVIIIe siècle un petit village d'agriculteurs situé, dans les terres, autour de son église avec un petit bourg de pêcheurs près de la mer, sur les bords du fleuve Drochon.

## Géographie

### Description
La cité balnéaire est sur la Côte Fleurie, au nord-ouest du pays d'Auge, à 14 km au sud-ouest de Deauville, à 23 km à l'ouest de Pont-l'Évêque et à 28 km au nord-est de Caen.
La commune, d'une superficie de 4,7 km2, de 1 900 habitants est située, par 49° 18′ 05″ nord et 0° 04′ 33″ ouest, dans la vallée du fleuve Drochon (ou Drauchon). Cette vallée est fermée, à l'ouest, par la butte de Caumont, culminant à 103 m et l'estuaire de la Dives, à l'est, par la butte de Houlgate, 123 m d'altitude, avec son Bois de Boulogne et prolongée par les falaises des Vaches Noires en direction de Villers-sur-Mer.
La commune de Houlgate est entourée à l'est et au sud par celle de Gonneville-sur-Mer et à l'ouest par celle de Dives-sur-Mer.
La ville est desservie par deux sorties de l'autoroute A13 en passant par Auberville ou Dives-sur-Mer, ou directement par le train et la ligne Deauville - Dives-Cabourg.

### Lieux-dits et écarts
Les lieux-dits et les écarts de Houlgate sont, d'est en ouest : la Corniche, la Butte de Houlgate, les Aulnettes, le Carrefour du Trou, la Montagne, la Fontaine Pagné, Beuzeval, le château de Beuzeval, l'Église, la Forge, les Égrillards, la Vallée, la Pommeraye, le Lieu Paillot, le Grand Pré, la Cour Ferey, le Lieu Marot, les Chevaliers, la Butte de Caumont, le Hameau de la mer et le Mauvais-Pas.

### Géologie et relief
La géologie du pays d'Auge, et plus précisément de la Côte Fleurie pour ce qui concerne Houlgate, est rattachée à la formation cénozoïque dite en pile d'assiettes du bassin sédimentaire des régions parisienne, bruxelloise et londonienne et par une transgression quaternaire dans une zone de distension commençant au Trias et qui donnera la Manche.
Le territoire géologique de Houlgate est compris entre la cuesta de la Dives à l'ouest et le bassin de la Touques à l'est. Il est caractérisé par le plateau du pays d'Auge, d'une hauteur de 100 à 120 m, qui tombe dans la mer sous la forme d'une falaise, les Vaches Noires. Cette falaise met au jour des effleurements jurassiques et crétacés datés entre 160 et 100 millions d'années. L'action conjuguée du ravinement par le haut des eaux de ruissellement et du sapement par le bas de la mer présente une coupe géologique naturelle. L'apparence de ces falaises est très variée et porte par endroits les noms de « désert » ou « chaos ».
À la base, en dessous du niveau de la mer, sur une profondeur de 15/20 m, les « marnes du Mauvais Pas » puis au-dessus du niveau zéro, sur une épaisseur d'environ 8/10 m, des marnes bioclastiques avec bancs calcaires silteux lumachelliques dites « marnes de Dives » datant du Callovien supérieur (environ 155 millions d'années). Elles sont surmontées sur 25/27 m de marnes grises massives avec cordons de nodules et petits bancs calcaire dites « marnes de Villers », puis d'une alternance sur une épaisseur de 2 m de marnes et de calcaires argileux fossilifères à oolithes dites « oolithes ferrugineuses de Villers » couvertes de marnes silteuses avec biothermes de Lopha gregarea sur 5/7 m et de Myophorella hudlestoni sur 12/15 m, le tout « calcaire d'Auberville » datant de l'Oxfordien inférieur (environ 150 millions d'années). L'Oxfordien moyen (environ 140 millions d'années) est représenté sur 6/15 m par du « calcaire oolithique de Trouville » composé de calcaire oolithique et bioclastique, bioturbé, en bancs massifs entrecoupés de cordons de galets intraformationnels, au-dessus des marnes et des calcaires bioclastiques détritiques à pelletoïdes ferrugineux, le tout recouvert sur 1/3 m du « coral rag de Trouville ». Ensuite sur 40/50 m, des couches de craie glaucomineuse et de craie à spongiaire reposent sur un lit de sable glauconieux est représentatif du Crétacé (entre 130 et 100 millions d'années environ). Les couches de surface du plateau sont faites d'argile à silex et de limon des plateaux datant du Tertiaire (environ 65 millions d'années).
Les couches inférieures de marnes étant étanches à l'eau de surface, la nappe phréatique présente en hauteur, entre 60 et 80 m, permet une érosion et un découpage de la falaise. C'est au Pléistocène (entre 18 millions et 11/12 000 années), une période marquée cycliquement par des glaciations séparées de périodes inter-glaciaires, pendant les périodes de réchauffement, que les eaux de débâcles sculptent fortement les reliefs. Aujourd'hui le Drochon et ses douets ne sont que les « fossiles » hydrologiques des puissants torrents qui ont déblayé les craies et les marnes pour former la vallée qui abrite maintenant Houlgate.

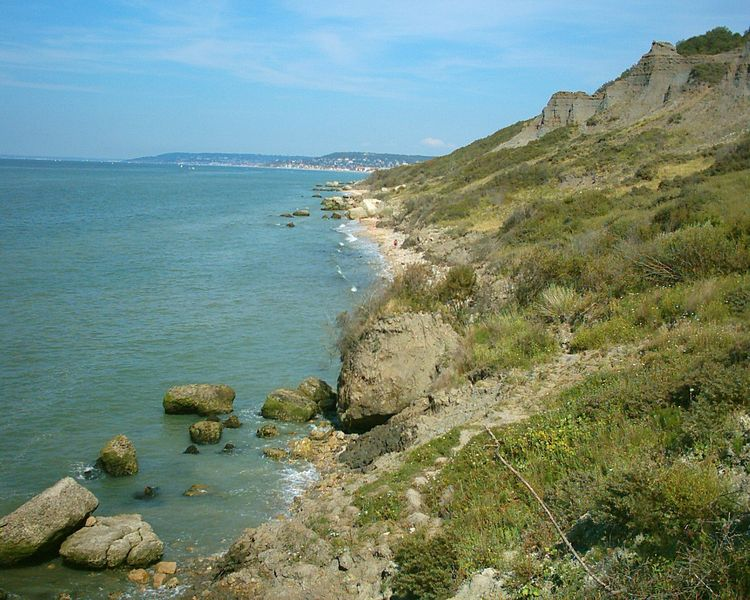
Falaises des Vaches Noires, été 2004.

À l'est du centre se trouve le golf de Houlgate et l'étang de pêche d'eau douce les « Étangs du Drochon ». La commune est séparée des deux villes voisines de Dives-sur-Mer et Villers-sur-Mer par des falaises. La falaise à l'ouest, vers Dives-sur-Mer, est nommée la Butte de Caumont et se jetait, avant la construction de la ligne de chemin de fer, dans la mer au Mauvais Pas. Les falaises à l'est, vers Villers-sur-Mer, après la Butte d'Houlgate qui a donné son nom à la commune, sont surnommées les Falaises des Vaches Noires du fait des rochers tombés sur la plage et recouverts d'algues.

### Paléontologie
Les falaises des Vaches Noires sont aujourd'hui protégées, leurs accès ont été interdits par décret de classement en « site d'intérêt scientifique et paysager du département du Calvados » du 20 février 1995 du ministère de l'Environnement car elles recèlent un grand gisement de fossiles où on trouve de nombreuses ammonites. Le ramassage des fossiles est seulement autorisé sur la grève au pied des falaises. Un certain nombre de fossiles servant de références internationales aux paléontologues ont pour origine la falaise des Vaches Noires.
Villers-sur-Mer et Houlgate, qui encadrent les Vaches Noires, abritent des collections de fossiles ; au musée de Villers-sur-Mer, la collection de Ferdinand Postel, qui s'y installe comme photographe en 1880 et qui ramasse et collectionne des fossiles pour en faire des cartes postales ; à la mairie de Houlgate, la collection du Suisse mais Houlgatais d'adoption, Fédéric Nicolet (1889-1966), lui aussi photographe et collectionneur de fossiles.

### Hydrographie
La commune est située dans le bassin Seine-Normandie. Elle est drainée par le Drochon et le cours d'eau 04 de la Forge,,.

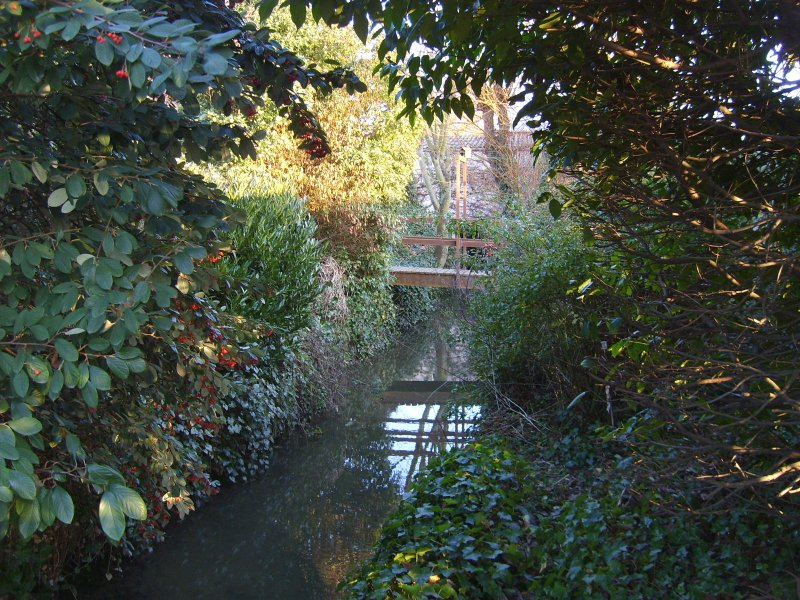
Le Drochon vu de la rue Pasteur.

Le Drochon (autrefois épelé Drauchon), avec un débit irrégulier, est formé par la confluence d'au moins dix ruisseaux et torrents : le Mennetot, des Broches, Gonneville, Riqueville, Tolleville, le Pagné, Petiot, les sources Désert et Bougon et la Bérézina.
Certaines de ces sources et fontaines affluents du Drochon sont encore l'objet de pèlerinage, la source Saint-Laurent à Trousseauville est réputée guérir les problèmes de peau. On peut voir en visitant le site, « l'arbre aux mouchoirs ». Les pèlerins mouillent un linge et l'appliquent sur leurs blessures puis en font don au saint en l'accrochant dans l'arbre.
L'estuaire du Drochon a toujours eu des problèmes d'ensablement. En 1880, la commune payait un laboureur 135 francs par an pour tenir le lit de la rivière propre et maintenir le courant.
Il y a eu jusqu'à trois moulins, propriété de la noblesse ou de l'abbaye Saint-Étienne de Caen. Le seul encore debout est le Moulin Landry, qui est une propriété privée. Le village avait un lavoir construit en 1885 qui a été restauré en 1990 et situé près de la gare.

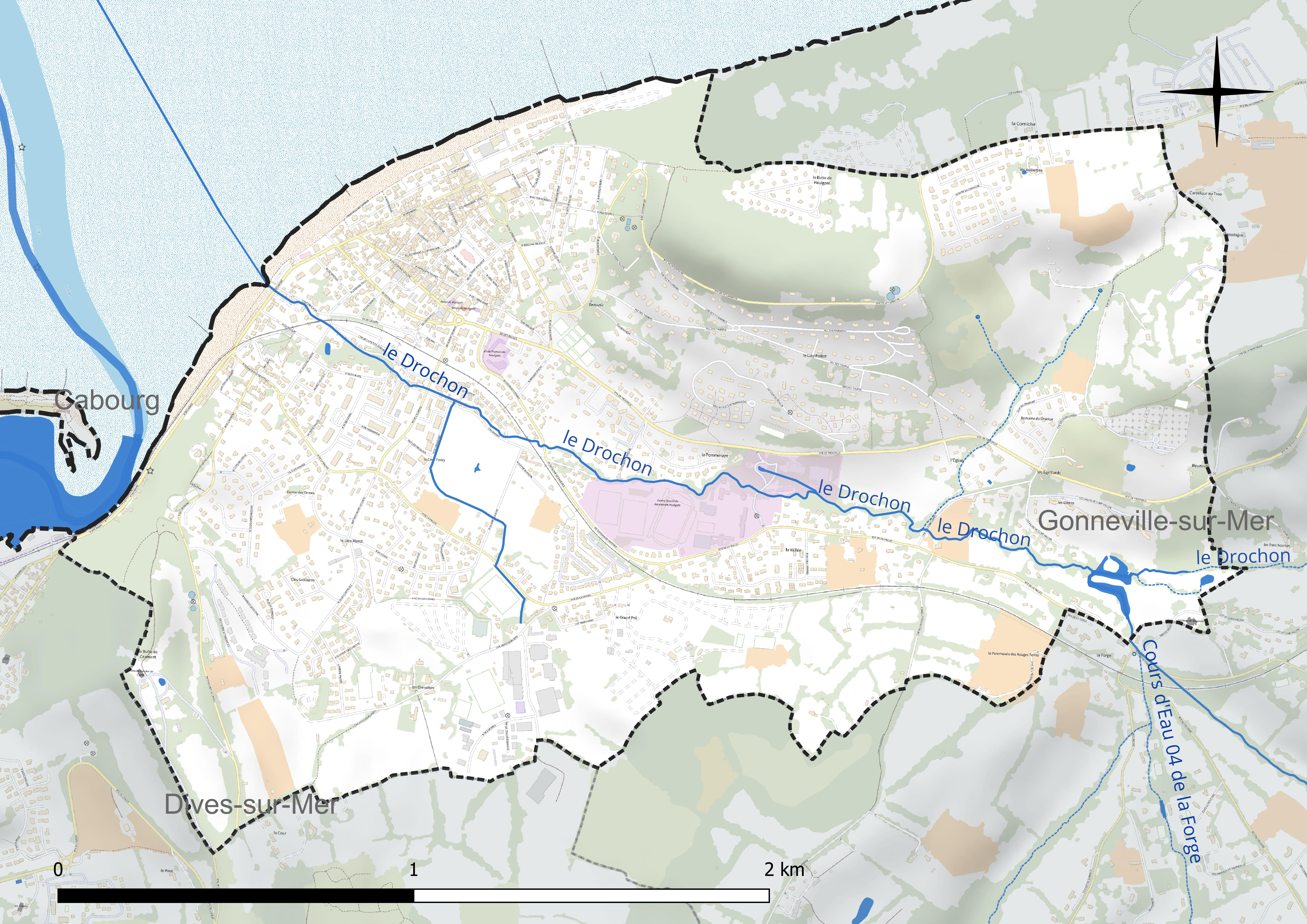
Réseau hydrographique de Houlgate.

### Climat
Pour des articles plus généraux, voir Climat de la Normandie et Climat du Calvados.
En 2010, le climat de la commune est de type climat océanique altéré, selon une étude du CNRS s'appuyant sur une série de données couvrant la période 1971-2000. En 2020, Météo-France publie une typologie des climats de la France métropolitaine dans laquelle la commune est exposée à un climat océanique et est dans une zone de transition entre les régions climatiques « Côtes de la Manche orientale » et « Normandie (Cotentin, Orne) ». Parallèlement le GIEC normand, un groupe régional d'experts sur le climat, différencie quant à lui, dans une étude de 2020, trois grands types de climats pour la région Normandie, nuancés à une échelle plus fine par les facteurs géographiques locaux. La commune est, selon ce zonage, exposée à un « climat des plateaux abrités », correspondant à la plaine agricole de Caen à Falaise, sous le vent des collines de Normandie et proche de la mer, se caractérisant par une pluviométrie et des contraintes thermiques modérées.
Pour la période 1971-2000, la température annuelle moyenne est de 10,7 °C, avec  une amplitude thermique annuelle de 12,1 °C. Le cumul annuel moyen de précipitations est de 741 mm, avec 11,7 jours de précipitations en janvier et 7,8 jours en juillet. Pour la période 1991-2020, la température moyenne annuelle observée sur la station météorologique la plus proche, située sur la commune de Sallenelles à 12 km à vol d'oiseau, est de 11,8 °C et le cumul annuel moyen de précipitations est de 735,8 mm,. Pour l'avenir, les paramètres climatiques de la commune estimés pour 2050 selon différents scénarios d'émission de gaz à effet de serre sont consultables sur un site dédié publié par Météo-France en novembre 2022.

## Urbanisme

### Typologie
Au 1er janvier 2024, Houlgate est catégorisée petite ville, selon la nouvelle grille communale de densité à 7 niveaux définie par l'Insee en 2022.
Elle appartient à l'unité urbaine de Dives-sur-Mer, une agglomération intra-départementale dont elle est une commune de la banlieue,. Par ailleurs la commune fait partie de l'aire d'attraction de Dives-sur-Mer, dont elle est une commune du pôle principal,. Cette aire, qui regroupe 12 communes, est catégorisée dans les aires de moins de 50 000 habitants,.
La commune, bordée par la baie de Seine, est également une commune littorale au sens de la loi du 3 janvier 1986, dite loi littoral. Des dispositions spécifiques d'urbanisme s'y appliquent dès lors afin de préserver les espaces naturels, les sites, les paysages et l'équilibre écologique du littoral, tel le principe d'inconstructibilité, en dehors des espaces urbanisés, sur la bande littorale des 100 mètres, ou plus si le plan local d'urbanisme le prévoit.

### Occupation des sols
L'occupation des sols de la commune, telle qu'elle ressort de la base de données européenne d'occupation biophysique des sols Corine Land Cover (CLC), est marquée par l'importance des territoires artificialisés (60,5 % en 2018), en augmentation par rapport à 1990 (55,5 %). La répartition détaillée en 2018 est la suivante : 
zones urbanisées (53,4 %), prairies (30 %), forêts (8,7 %), espaces verts artificialisés, non agricoles (7,1 %), espaces ouverts, sans ou avec peu de végétation (0,6 %), eaux maritimes (0,2 %). L'évolution de l'occupation des sols de la commune et de ses infrastructures peut être observée sur les différentes représentations cartographiques du territoire : la carte de Cassini (XVIIIe siècle), la carte d'état-major (1820-1866) et les cartes ou photos aériennes de l'IGN pour la période actuelle (1950 à aujourd'hui).

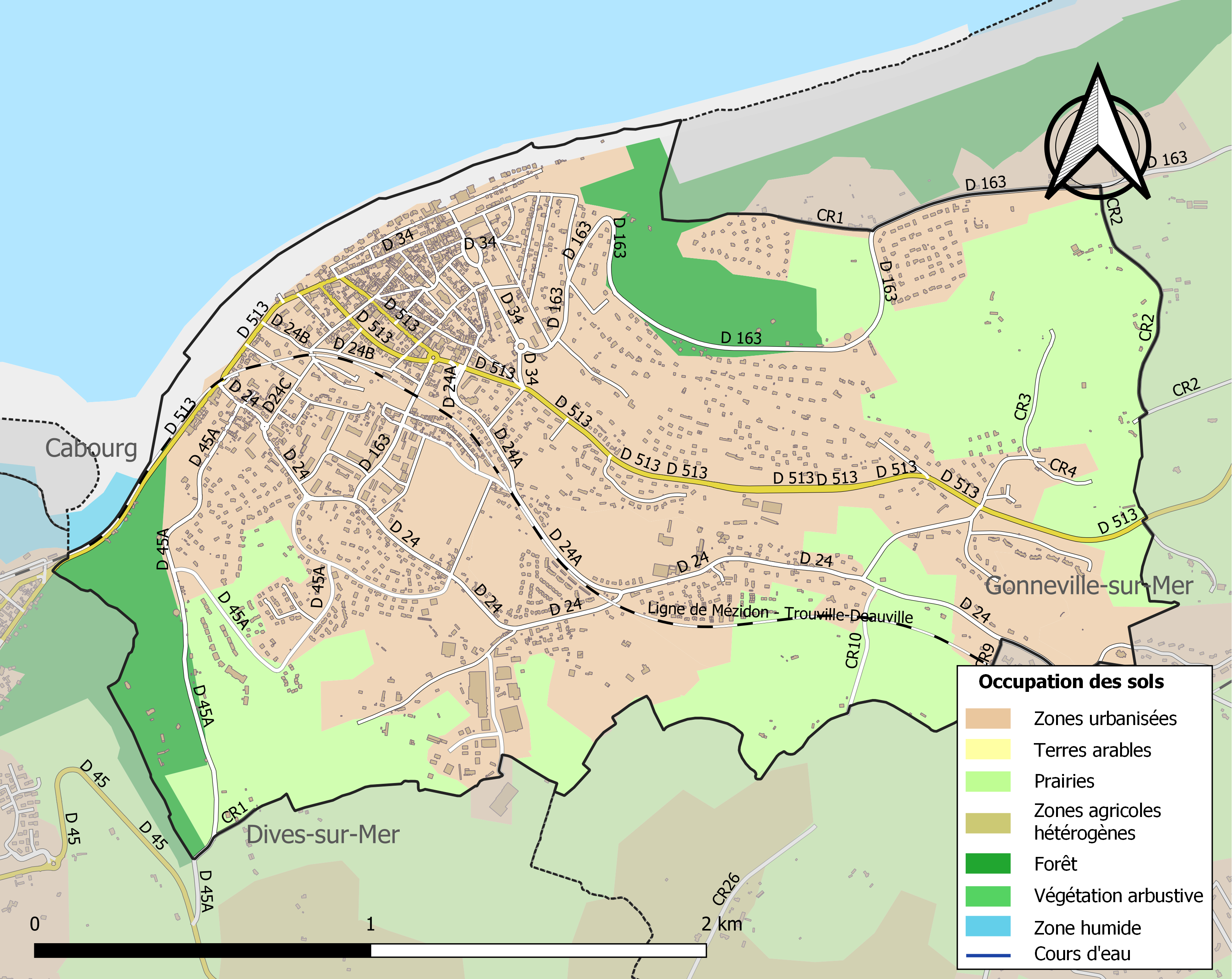
Carte des infrastructures et de l'occupation des sols de la commune en 2018 (CLC).

### Habitat et logement
En 2018, le nombre total de logements dans la commune était de 5 091, alors qu'il était de 5 020 en 2013 et de 4 707 en 2008.
Parmi ces logements, 19,2 % étaient des résidences principales, 78 % des résidences secondaires et 2,7 % des logements vacants. Ces logements étaient pour 38,5 % d'entre eux des maisons individuelles et pour 61,5 % des appartements.
Le tableau ci-dessous présente la typologie des logements à Houlgate en 2018 en comparaison avec celle du Calvados et de la France entière. Une caractéristique marquante du parc de logements est ainsi une proportion de résidences secondaires et logements occasionnels (78 %) très supérieure à celle du département (18 %) et à celle de la France entière (9,7 %). Concernant le statut d'occupation de ces logements, 63,4 % des habitants de la commune sont propriétaires de leur logement (60,1 % en 2013), contre 57 % pour le Calvados et 57,5 % pour la France entière.
| Typologie                                               | Houlgate | Calvados | France entière |
| ------------------------------------------------------- | -------- | -------- | -------------- |
| Résidences principales (en %)                           | 19,2     | 75,2     | 82,1           |
| Résidences secondaires et logements occasionnels (en %) | 78       | 18       | 9,7            |
| Logements vacants (en %)                                | 2,7      | 6,8      | 8,2            |

## Toponymie
L'ancien nom de la commune est Beuzeval auquel on ajoute celui d'un quartier appelé Houlgate en 1898, d'où l'éphémère Beuzeval-Houlgate, puis finalement Houlgate à partir de 1905. Le gentilé est Houlgatais.

### Beuzeval
Le nom de la localité est attesté sous les formes Boseval en 1077 (ch. de Saint-Étienne de Caen) ; Bosa Vallis en 1180 (magni rotuli, p. 30, 2) ; Bosseval, Bueseval en 1282 (ch. de Saint-Étienne) ; Beuzval en 1320 (rôle des fiefs de la vicomté d'Auge) ; Beuseval XIVe siècle ; Beuzeval en 1585 (papier terrier de Falaise).
Il s'agit d'une formation toponymique du Moyen Âge en -val au sens de « vallée , vallon ».
Le premier élément Beuze- représente l'anthroponyme germanique occidental Boso ou scandinave Bósi / Bosi, étant donné le grand nombre de toponymes contenant l'élément Beuze- en Normandie (Beuzeville ; Beuzemouchel ; Beuzebosc ; etc.). Ils sont tous situés dans la zone de diffusion de la toponymie norroise. Les noms de personnes Bósi / Bosi et Boso se perpétuent dans le patronyme normand Beux (cas sujet) et ailleurs (dans le cas du germanique occidental Boso) : Boson ou Bozon (cas régime).

### Houlgate
Houlgate (ainsi que les variantes graphiques Houlegate, Houllegate, Houllegatte) est un type toponymique commun en Normandie (plus de trois toponymes dans le département du Calvados, plus de 20 dans la seule Seine-Maritime). Il s'agit d'un composé d'origine norroise : hola gata « chemin creux », composé de gata « chemin, rue » et holr « creux ». Il semble qu'il ait pris en Normandie le sens plus spécifique de « chemin creux, ruelle en cavée » cf. Houllegate (La) (Seine-Maritime, Brachy, Chemin de la Houllegate 1464) ou Houllegate (Seine-Maritime, Thiergeville, Quemin de la Houllegate, 1433, Archives départementales de la Seine-Maritime, tab. Rouen).
Homonymie avec Hulgade (Danemark) et les Holegate du Royaume-Uni.
Le Code officiel géographique considère que le H est aspiré.

### Microtoponymie

#### Caumont
Caumont est la forme dialectale au nord de la ligne Joret du toponyme bien connu Chaumont, vieux normand caux issu du bas latin calvus, chauve (Cf. Karl li Caux, Charles II le Chauve, dans La Chanson de Roland) suivi de mont. Ce toponyme rappelle le nom de Calvados, qui, par contre, est une formation savante issue également du latin calvus, chauve et dorsa, dos. En fait, ces hauteurs sans arbres servaient de repères ou d'amers pour le cabotage. La forme latinisée Calvus-mons, Mont Chauve est attestée dès 1260 dans une charte écrite par Philippe III le Hardi pour la hauteur séparant Dives de Beuzeval.

#### Drochon ou Drauchon
Parfois aussi Drojon, tirerait son nom, soit d'une forme latine composée d'un personnage Drusus ou Drausius suivi du suffixe de propriété -acum, soit d'une forme germanique occidentale Drogo ou Drogone. Ces deux étymologies, courantes auprès des érudits du XIXe siècle, sont suspectes car historiquement le Drochon ou Drauchon portait le nom de ru des Dix Douets. Ce nom s'explique par le fait que cette rivière est formée de dix ruisseaux (douet petite rivière ou ruisseau en augeron).

#### Les Vaches Noires
Elles tirent leur nom d'une origine populaire qui veut que les rochers calcaires qui ont roulé sur la grève depuis les falaises, recouverts d'algues et de moules, ressemblent dans le brouillard à un troupeau de vaches. L'expression est francisée ou récente, car la phonétique normande au nord de la ligne Joret devrait être vaques neires.

## Histoire

### Moyen Âge

#### Duché de Normandie
Le premier seigneur de Beuzeval qui a laissé une trace dans l'histoire serait Pierre de Sinville. Le 6 août 1066, le duc Guillaume et son entourage cheminent par le chemin de grève pour rejoindre ses troupes à Dives-sur-Mer, mais la haute mer et le mauvais temps lui interdisent le passage au niveau du « Mauvais Pas ». Remontant le ru des « Dix Douets », ils trouvent hébergement au manoir de Beuzeval. En quittant le manoir, Guillaume avait un nouveau compagnon pour sa conquête de l'Angleterre : Pierre de Sinville n'y trouvera cependant ni gloire ni fortune mais la mort lors de la bataille d'Hastings.
Jean d'Aché (ou d'Achey), un compagnon de Guillaume devenu le conquérant est possessionné du fief de Beuzeval en reconnaissance des services rendus lors de la conquête de l'Angleterre. La famille d'Aché devient détentrice du fief de Beuzeval pour plusieurs siècles. Eudes d'Aché, fils de Jean, accompagne en Terre sainte en 1096 Robert Courteheuse, fils de Guillaume le Conquérant.

#### Royaume de France
En 1350, Eudes d'Aché (dit l'aîné), seigneur de Beuzeval, se marie avec Christine de Bailleul et ils auront un fils prénommé Eudes (dit le jeune). Et en 1537, c'est Marguerite d'Aché, fille de Jacques, seigneur de Beuzeval et de Gonneville, qui épouse Jean Le Brun, seigneur de Sallenelles, le fils de Louis Le Brun, vice-amiral de France. Après cinq siècles et demi, les fiefs de Beuzeval et Gonneville quittent la famille d'Aché pour devenir possession de la famille Le Brun (ou Lebrun), seigneur de Sallenelles.

### Temps modernes
Le 14 août 1616, Jacques Lebrun et son beau-frère François de Mailloc, mari de Françoise Lebrun, vendent à Pierre de Dramart, anobli en 1610, la sieurie de Beuzeval et Gonneville. La famille Lebrun n'a gardé que 79 ans la seigneurie de Beuzeval. Le 11 janvier 1632, Pierre de Dramard, écuyer, seigneur de Beuzeval et Gonneville, marié à Anne Chéron, baptise sa fille Anne à l'église de Trousseauville.
En 1620, le roi Louis XIII, accompagné du prince de Condé, venant de Honfleur par la grève, passe par le « Mauvais Pas » pour faire étape au relais de poste de l'hostellerie de l'Épée Royale (aujourd'hui hostellerie Guillaume-le-Conquérant) à Dives-sur-Mer.
Le 9 décembre 1664, la Grande Mademoiselle (cousine germaine de Louis XIV) donne en demi-fief de haubert, à Jacques de Séran, chevalier protestant, fils de Thomas de Séran, la seigneurie de Beuzeval à laquelle est rattachée le 4 juillet 1665 la seigneurie de Douville. Le seigneur de Dramard reste seigneur de Gonneville, il n'aura été seigneur de Beuzeval que 48 ans. En 1717, François de Séran, seigneur de Beuzeval, est nommé colonel garde-côtes de la capitainerie de Dives. Il est aussi major général de la noblesse de Haute-Normandie.
La seigneurie de Beuzeval passe ensuite à la famille de Secqueville. En 1736, M. de Secqueville, seigneur de Beuzeval, apparaît dans une contestation au sujet des droits perçus au port de Dives et qui l'opposait à l'abbé de Saint-Étienne de Caen. Le dernier seigneur de Beuzeval avant la Révolution française est M. Boistard de Prémagny.

#### XVIIIesiècle

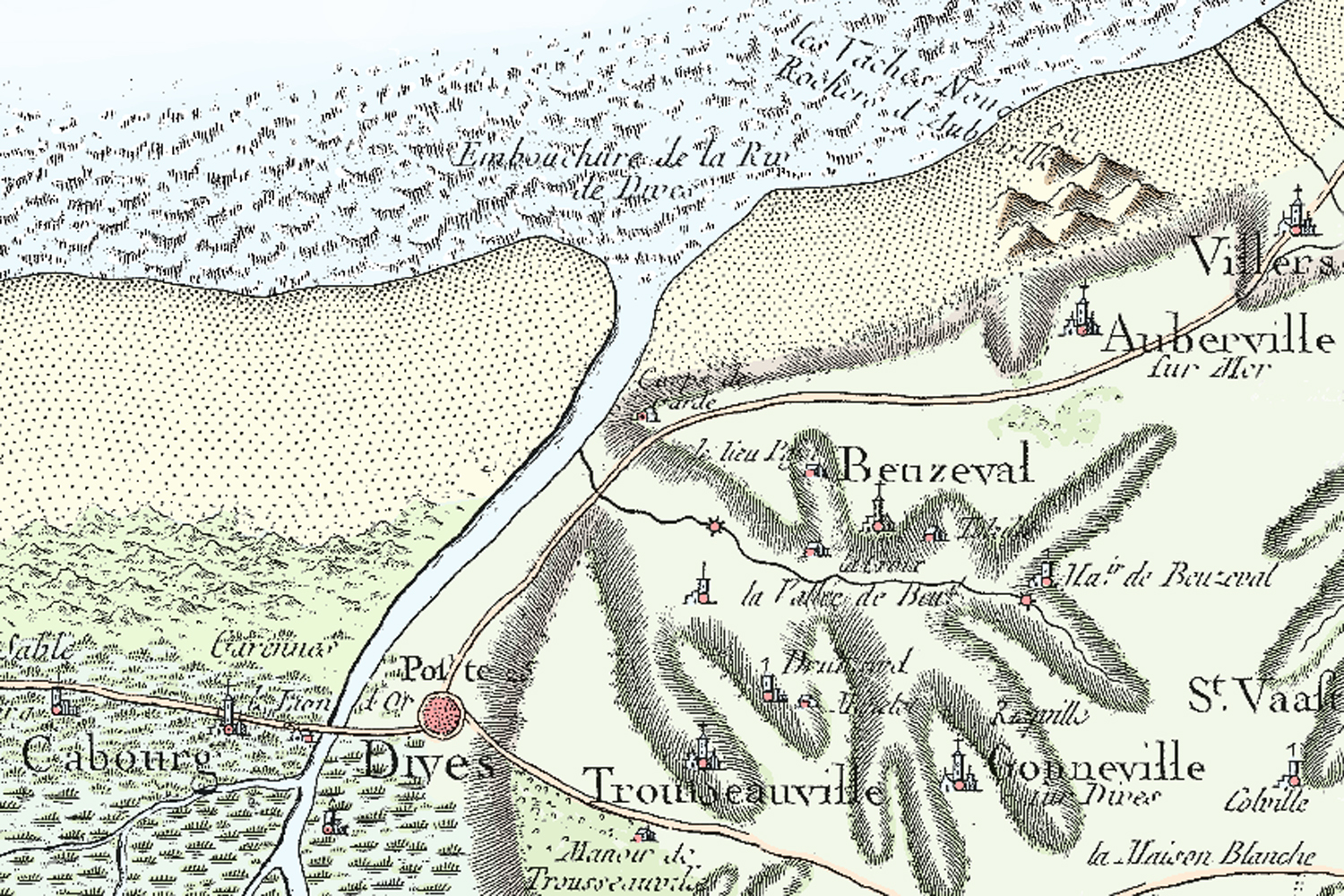
Extrait de la feuille Lisieux de la carte dite de Cassini.

Si le cadre géographique est immuable : une vallée enserrée entre deux collines, les buttes de Caumont et de Houlgate, avec, descendant de ces hauteurs, différents douets se réunissant en son centre pour former le ru des dix douets (aujourd'hui Drochon ou Drauchon), la carte de Cassini et, plus proche de nous, le cadastre dit « napoléonien », plus précis, nous montre une paroisse très différente de ce qu'est la commune aujourd'hui quant à son peuplement.
À l'intérieur des terres, sous la « source Pagné », sur une croupe de la « butte de Houlgate », Beuzeval, un groupement de petites fermes bocagères, proche de son église, datée du XIIe siècle, et dédiée à saint Antoine de Padoue. À quelque distance au creux de la vallée, à l'est de l'église, se trouve, sur une ancienne motte castrale, le « manoir de Beuzeval », demeure des seigneurs de Beuzeval, sa chapelle, sa ferme et son moulin banal. En suivant le cours du douet, un deuxième moulin, le moulin Denize, au lieu-dit les égrillards (des vannes qui répartissent l'eau et des grilles qui gardent les poissons). En continuant le cours d'eau, proche de la mer, quelques masures se regroupent au hameau de la mer, abritant les quelques pécheurs de la paroisse. À l'embouchure du ru des dix douets (faussement située sur la Corniche par les Cassini) une batterie armée de quelques canons et servie par une petite garnison de douaniers garde-côtes surveille l'embouchure de la Dives. À l'autre extrémité du lais de mer, sous la Corniche au début de la falaise des Vaches Noires, quelques pauvres hères abrités sous les squelettes de quelques barques, vivant de la cueillette des coquillages et de moules ainsi que du braconnage des lapins et des lièvres de la lande. Enfin réparties, aux différents lieux-dits, le lieu Pajot, la Croix, Tolville, Ricqville, Menetot, Dramard, des fermes bocagères. Beuzeval est entourée par les paroisses de Auberville-sur-Mer, Gonneville-sur-Dives, Trousseauville et Dives. Pour irriguer la vallée un seul chemin venant de Dives, dans la lande, parallèle à la grève, passant au pied de la « butte de Caumont », passant par le « Mauvais Pas », et escaladant la « butte de Houlgate », le « chemin des douaniers » ou « grand chemin de France ».
La paroisse de Beuzeval regroupait alors environ 70 feux (environ 250 habitants). Elle faisait partie du doyenné de Beaumont-en-Auge, de la sergenterie de Dives et de l'élection de Pont-l'Évêque.

### Révolution française et Empire
En avril 1789, Guillaume Miocque et Charles Liégeard sont nommés députés, représentant de la paroisse de Beuzeval, pour préparer la réunion des États généraux à une assemblée qui se tient à l'église Saint-Michel de Pont-l'Évêque.
Le 11 prairial an V, le bateau la Confiante, quittant Le Havre pour Cherbourg, est attaqué par la marine anglaise. Venant chercher un abri dans l'embouchure de la Dives, il s'échoue sur la grève. Les Anglais sont tenus à distance par la batterie de Beuzeval. Il y a deux morts, le capitaine, Étienne Perrier, et son lieutenant, qui décède après son transport à la tuilerie du hameau de la mer de la veuve Le Danois.

### Époque contemporaine

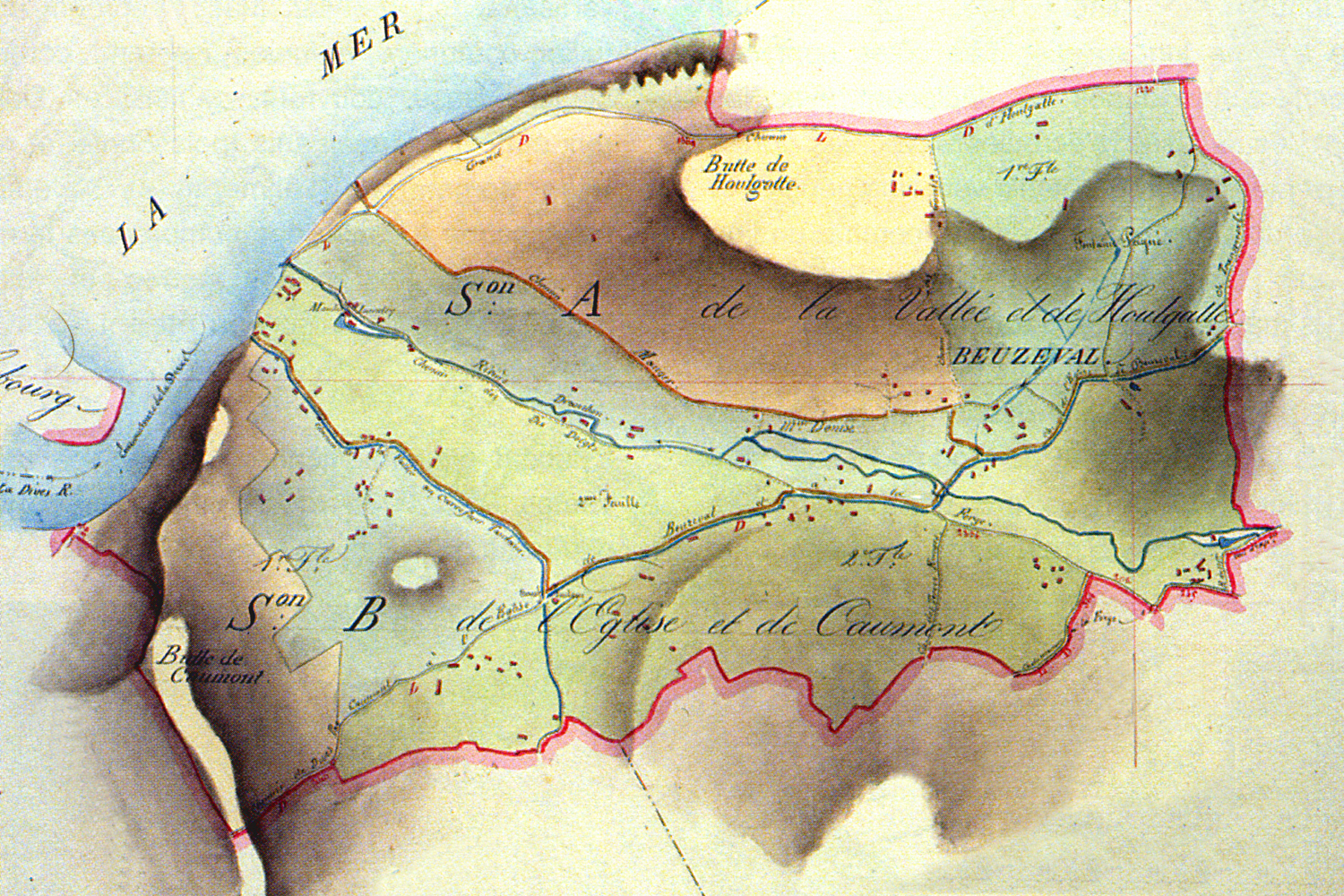
Carte d'assemblage des feuilles du cadastre dit « napoléonien ».

Complétant la carte Cassini, le premier cadastre de 1826, présente sur la rive gauche du Drochon, sous les pentes de Caumont, entre l'embouchure et le « Mauvais Pas », une tuilerie qui exploite l'argile de la « butte de Caumont » et, à mi-distance entre le hameau et l'embouchure, sur un canal dérivant les eaux, un troisième moulin, le moulin Landry. De nouveaux lieux-dits, le lieu Liégard, la Forge, le carrefour Toutain. La commune est déjà mieux desservie par un réseau de chemin. Venant de Villers-sur-Mer, descendant des hauteurs du carrefour du Tronc (aujourd'hui carrefour du Trou), deux chemins creux, les chemins Transversal et de la source Pagné. Descendant des hauteurs de Houlgate, le chemin des Genets. Passant au pied de l'église, un chemin creux va parallèlement au ru jusqu'à la grève, le chemin Mauger et suivant au plus près le Drochon le chemin des Dix Douets. Venant de l'église et montant vers Dramard, le chemin des Rouges-Terres. À partir du carrefour Toutain, le chemin de Trousseauville (aujourd'hui disparue), le chemin de Dives-sur-Mer et son marché hebdomadaire et le chemin de la Vallée desservant le « hameau de la Mer ».

#### Restauration et monarchie de Juillet

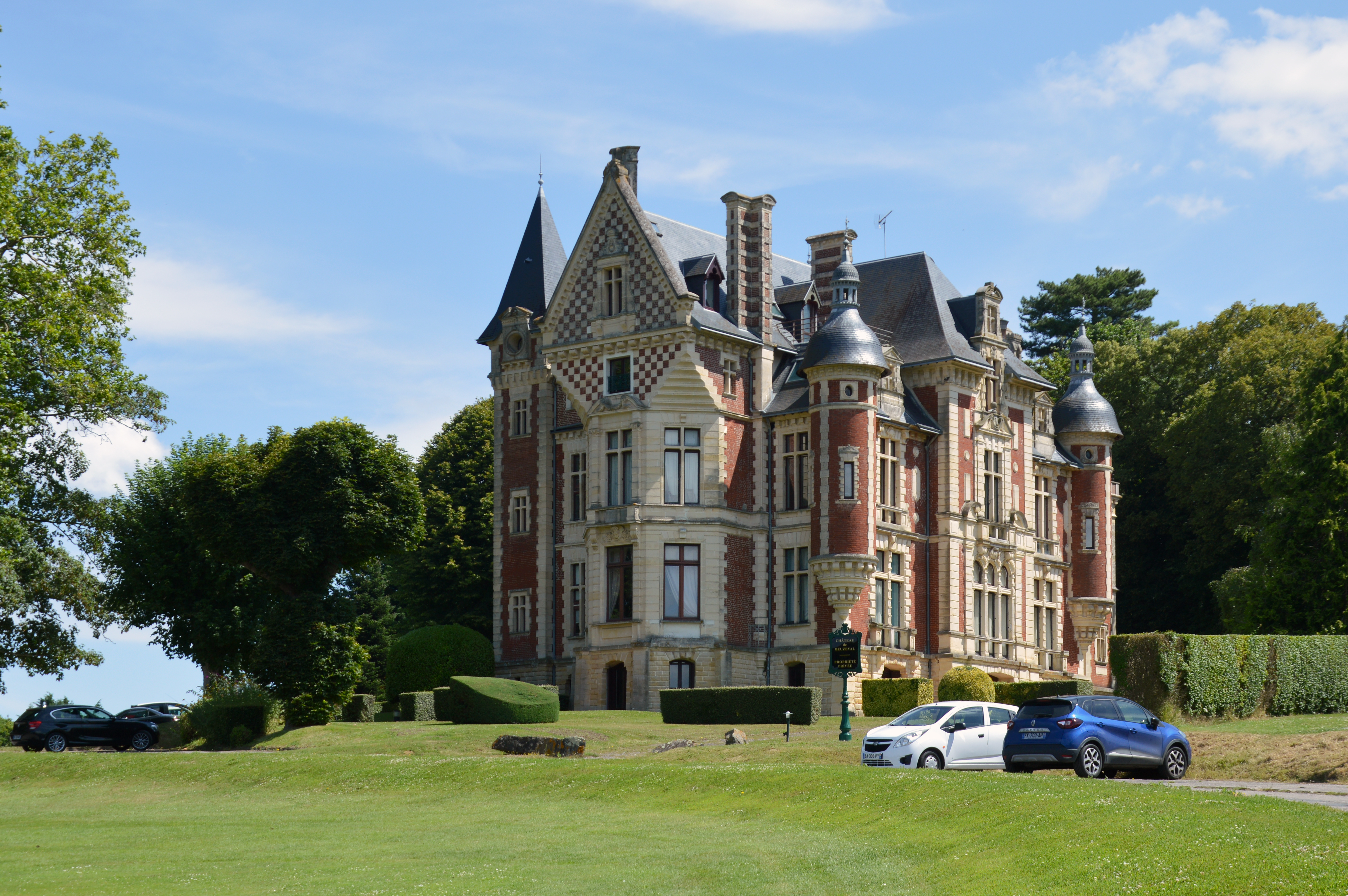
Le manoir de Beuzeval.

Entre 1815 et 1845, le maire de Beuzeval est en conflit avec celui de Dives-sur-Mer au sujet de la perception des droits sur les marchandises transitant par le port. Celui-ci étant établi sur les deux communes, le préfet de Pont-l'Évêque organise en 1815 des négociations, mais le conflit ne prend fin qu'en 1845 par l'attribution de port à la commune de Dives par une décision de justice. En 1825, les maires des communes de Beuzeval, Dives-sur-Mer, Gonneville-sur-Mer et Trousseauville se concertent pour déterminer le tracé précis de leurs communes en prévision de la levée du cadastre de 1826. À cette occasion, le manoir de Beuzeval, qui se trouvait sur le territoire de la commune de Gonneville est réintégré à Beuzeval grâce à un nouveau tracé des limites communales.

#### Création de Houlgate
Tout commence sur la rive gauche du Drochon entre 1845 et 1850 ; la mode des bains de mer arrive à Beuzeval. Quelques touristes de Caen puis de Paris commencent à venir à Beuzeval pour leurs vacances. Le nombre de touristes augmentant, une maison d'hôtes en bois est construite. Le peintre paysagiste Paul Huet réalise en 1863 une toile Vue des falaises de Houlgate conservée au musée des Beaux-Arts de Bordeaux.
L'hôtel Imbert est construit en 1877, auquel est rajouté en 1907 sa tour. Le village de mer s'appelle à présent Beuzeval-les-Bains et attire la population protestante. À partir des années 1860, la population augmente, alors qu'elle déclinait depuis 1806 : 270 habitants en 1851, 345 en 1861, 515 en 1872 et 1 011 en 1881. À partir des années 1880, la croissance démographique se fait moins forte.
La rive droite du Drochon, plus large et plate reste non développée. Une entreprise, la Société de Construction Immobilière (SCI) est formée en 1858 avec des plans de développement de Beuzeval. Son but est de construire avec méthode et selon un plan urbain. La compagnie est fondée par trois hommes, un financier, un avocat et un député. La SCI achète une bonne partie du terrain et le loti, dessine les lignes pour les rues et construit un mur protégeant le village naissant de la mer. Jacques Baumier, nommé par les promoteurs architecte de la ville, établit le premier plan d'urbanisme. D'ici quelques années des villas (appelées chalets) sont construites d'une telle qualité qu'elles sont toujours présentes en front de mer aujourd'hui, les seules propriétés disparues ayant été détruites pendant la Seconde Guerre mondiale.
En 1859, le Grand Hôtel est construit, comprenant 120 chambres, chacune luxueuse et avec ses domestiques. En 1860, la chapelle Notre-Dame de Houlgate est construite. Elle remplace l'ancienne église qui était située trop loin et devenait trop petite pour accommoder la population grandissante de Houlgate et de Beuzeval. Le premier casino est construit, en bois et se trouve en face du Grand Hôtel.
Le village prend le nom de Houlgate, nom de la colline au nord-est du village maritime. La mairie est construite au nord du Drochon, ainsi qu'une école et une poste. À ce moment il y a deux villages de vacances distincts. Beuzeval-les-Bains continue son développement et en 1863 un complexe hôtelier est construit pour accommoder les protestants visitant le village. Un temple est construit. Les deux villages grandissent indépendamment.
Le chemin de fer arrive à Houlgate en 1882 ; la gare de Houlgate est construite entre les deux villages. La marche au pied des falaises entre Dives-sur-Mer et Houlgate tant redoutée devient un souvenir quand le chemin de fer est construit. En effet, la ligne est construite sur un mur de soutènement le long de l'estuaire de la Dives avec une promenade devant et une route derrière la voie. La ligne n'est alors connectée qu'à Mézidon-Canon avec un service de train pour Caen. Ce n'est que deux ans plus tard, en 1884 que la ligne vers Villers-sur-Mer est terminée, reliant Houlgate à Paris par Trouville-sur-Mer-Deauville (ligne de Mézidon à Trouville - Deauville, désormais fermée entre les gares de Mézidon et Dives - Cabourg). Il faut alors 4 heures aux trains directs pour relier la gare de Paris-Saint-Lazare à celle d'Houlgate.
En 1898, le village de Houlgate devenant plus grand que son rival de Beuzeval-les-Bains, le nom de la commune est changé en Beuzeval-Houlgate. Le nom change encore en 1905 pour ne devenir que Houlgate.
Après la guerre de 1870 et la Première Guerre mondiale bien des maisons sont construites, suivant les plans dressés par la SCI. Le Grand Hôtel est agrandi en 1895 et sa rotonde ajoutée au coin sud-ouest du bâtiment. La poste déménage alors de l'annexe de la mairie dans ses propres locaux. Une école publique pour filles et une autre pour garçons sont également construites dans les environs. La Promenade est finie en 1911. Le village accueille bien des célébrités et têtes couronnées.
Les premières photographies de la Butte de Houlgate montrent une colline aride. Rapidement, la SCI a planté des arbres. En 1928, le conseil municipal a voté de créer une zone pittoresque de la protéger de toute nouvelle construction pour conserver son caractère. Cela signifie que les arbres allaient être protégés et prévenir de futurs glissements de terrain.
Bien que le village eût perdu sa configuration bipolaire, la population catholique préférait la rive droite alors que la population protestante préférait la rive gauche. Ceci est confirmé par la visite de la reine protestante Ranavalona de Madagascar à Beuzeval-les-Bains et de la visite de la reine catholique Isabelle II d'Espagne au Grand Hôtel.

### Le Cénacle de Beuzeval
Houlgate a été un lieu d'études et de création pour les peintres du mouvement impressionnisme.
Ce « Cénacle », comme ils se nommaient, se tenait au Moulin Denise. Il était formé de Paul Huet, Constant Troyon et Léon Riesener. Y sont venus comme invités Edgar Degas, Berthe Morisot et Gustave Caillebotte.
Nombre de leurs œuvres y sont créées et représentent des vues de Beuzeval, des Vaches noires ou de l'arrière-campagne.

#### Première Guerre mondiale
C'est en plein milieu de la saison estivale qu'est déclarée la guerre le 2 août 1914. La réquisition du Grand Hôtel, du casino, de la maison évangélique et de quelques autres villas vide Houlgate de sa clientèle. Tous ces bâtiments réquisitionnés sont transformés en centre hospitalier pour le 3e Corps d'armée sous le nom d'hôpitaux provisoires 23 et 24. La ligne de chemin de fer permet l'arrivée des trains sanitaires directement en gare d'Houlgate. Pour remonter le moral des gueules cassées, le casino organise des spectacles qui verront la venue de Mistinguett ou encore Yvonne Printemps.
La Grande Guerre fait à Houlgate 43 morts pour la France. Leurs noms sont inscrits sur le monument aux morts construit à la suite d'une souscription par l'entreprise Louis Pillu (futur maire) en août 1921. Comme le voulait alors l'administration fiscale un bureau de tabac est concédé en 1917 à Henri Larigauderie, blessé de guerre. C'est lui qui en 1924 reprend l'exploitation de la ferme Lavolley sur les terres de laquelle sera construit dans les années 2000 le lotissement Larigauderie.
L'activité balnéaire reprend en 1917 mais le cœur n'y est plus et Houlgate ne retrouvera jamais plus son niveau de luxe de la Belle Époque, sa riche clientèle bourgeoise étant ruinée par la guerre.

#### Seconde Guerre mondiale

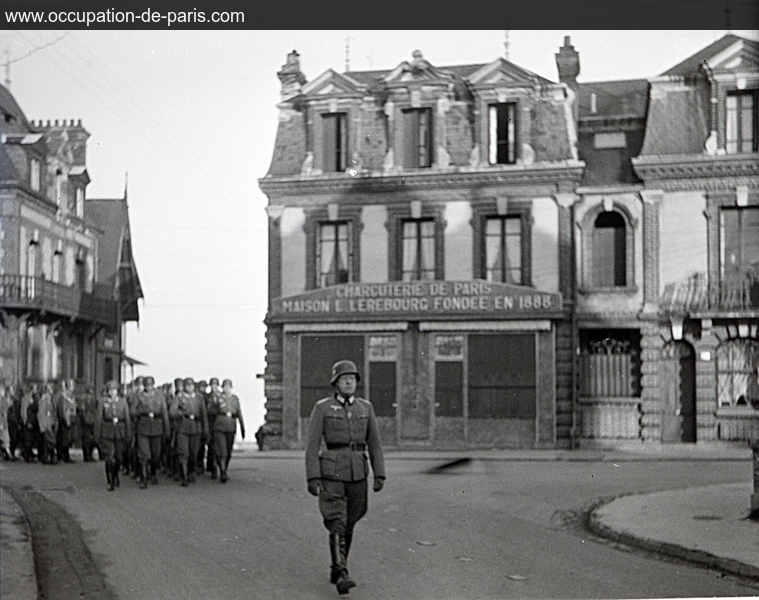
Fanfare allemande rue des Bains.

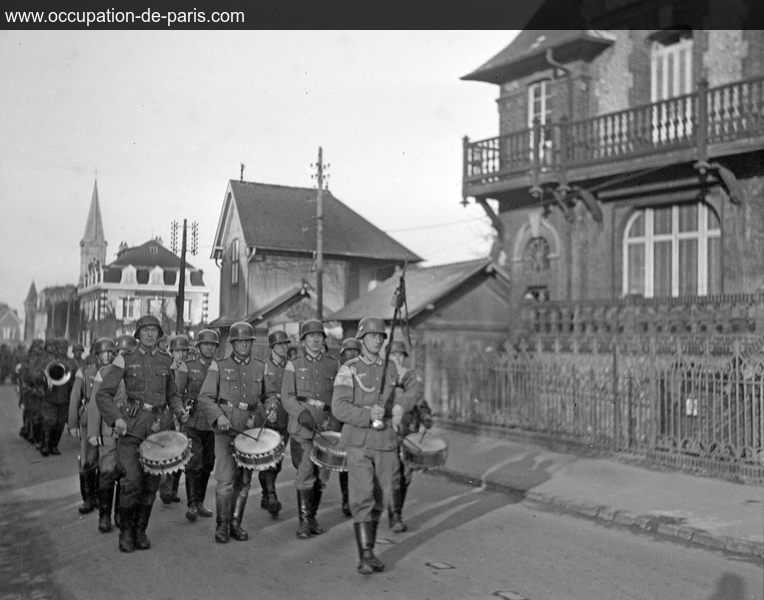
Fanfare allemande rue des Bains.

Le plateau en 1942 est occupé par les Allemands, avec l'installation  d'un poste d'artillerie avec des canons de 155 mm d'origine français placés dans des abris bétonnés reliés à un important complexe souterrain avec des réserves de nourriture et abris, ainsi qu'un radar Würzburg.
Depuis le 26 avril 1944 et jusqu'à la Libération, le site est  lourdement bombardé et détruit, entrainant la disparition de tous les conifères plantés au début du XIXe siècle. Depuis la végétation a repoussé : platanes, marronnier d'Inde et les frênes.
La stratégie de Montgomery laisse la Côte Fleurie, le pays d'Auge et Houlgate à 10 km de la bataille de Normandie. Houlgate n'est libéré que deux mois après le Débarquement de Normandie et ce n'est que le 17 août 1944 que la libération de la Côte Fleurie est lancée avec l'opération Paddle. La Brigade Piron, unité belgo-luxembourgeoise, suivait au plus près la côte. Le 19 août, elle atteint Cabourg, le génie stabilise le pont sur la Dives et le 21, elle libère Houlgate. En continuant leur progression, guidée par un Houlgatais, elle eut quatre morts en plus de leur guide sur les hauteurs d'Auberville.
Le 10 octobre 1944, le premier groupe de soldats français du 3e bataillon du génie arrive à Houlgate. Ses soldats s'installent en ville pour déminer la côte. Quinze d'entre eux y perdront la vie malgré le fait que ce soient les prisonniers allemands qui déminent les lieux les plus dangereux au prétexte qu'ils sont les seuls à connaître les emplacements des mines. Une plaque commémorative apposée à proximité de la plage rappelle le sacrifice des démineurs français.

## Politique et administration

### Rattachements administratifs et électoraux

#### Rattachements administratifs
La commune se trouve depuis 1926 dans l'arrondissement de Lisieux du département du Calvados.
Elle faisait partie depuis 1793 du canton de Dozulé. Dans le cadre du redécoupage cantonal de 2014 en France, cette circonscription administrative territoriale a disparu, et le canton n'est plus qu'une circonscription électorale.

#### Rattachements électoraux
Pour les élections départementales, la commune fait partie depuis 2014 du canton de Cabourg.
Pour l'élection des députés, elle fait partie de la quatrième circonscription du Calvados.

### Intercommunalité
Houlgate était membre de la communauté de communes de l'Estuaire de la Dives, un établissement public de coopération intercommunale (EPCI) à fiscalité propre créé fin 2002 et auquel la commune avait transféré un certain nombre de ses compétences, dans les conditions déterminées par le code général des collectivités territoriales.
Dans le cadre des dispositions de la loi portant nouvelle organisation territoriale de la République du 7 août 2015, qui prévoit que les établissements publics de coopération intercommunale (EPCI) à fiscalité propre doivent avoir un minimum de 15 000 habitants, cette intercommunalité a fusionné avec ses voisines pour former, le 1er janvier 2017, la communauté de communes Normandie-Cabourg-Pays d'Auge dont la commune est désormais membre.

## Population et société

### Démographie
L'évolution du nombre d'habitants est connue à travers les recensements de la population effectués dans la commune depuis 1793. Pour les communes de moins de 10 000 habitants, une enquête de recensement portant sur toute la population est réalisée tous les cinq ans, les populations de référence des années intermédiaires étant quant à elles estimées par interpolation ou extrapolation. Pour la commune, le premier recensement exhaustif entrant dans le cadre du nouveau dispositif a été réalisé en 2004.

En 2022, la commune comptait 1 657 habitants, en évolution de −15,07 % par rapport à 2016 (Calvados : +1,58 %, France hors Mayotte : +2,11 %).
| 1793 | 1800 | 1806 | 1821 | 1831 | 1836 | 1841 | 1846 | 1851 |
| ---- | ---- | ---- | ---- | ---- | ---- | ---- | ---- | ---- |
| 204  | 329  | 343  | 315  | 310  | 301  | 288  | 297  | 270  |

| 1856 | 1861 | 1866 | 1872 | 1876 | 1881  | 1886  | 1891  | 1896  |
| ---- | ---- | ---- | ---- | ---- | ----- | ----- | ----- | ----- |
| 305  | 345  | 504  | 515  | 658  | 1 011 | 1 065 | 1 110 | 1 197 |

| 1901  | 1906  | 1911  | 1921  | 1926  | 1931  | 1936  | 1946  | 1954  |
| ----- | ----- | ----- | ----- | ----- | ----- | ----- | ----- | ----- |
| 1 274 | 1 204 | 1 261 | 1 132 | 1 188 | 1 231 | 1 339 | 1 837 | 1 753 |

| 1962  | 1968  | 1975  | 1982  | 1990  | 1999  | 2004  | 2006  | 2009  |
| ----- | ----- | ----- | ----- | ----- | ----- | ----- | ----- | ----- |
| 1 588 | 1 617 | 1 655 | 1 729 | 1 654 | 1 832 | 1 908 | 1 902 | 1 988 |

| 2014  | 2019  | 2022  | - | - | - | - | - | - |
| ----- | ----- | ----- | - | - | - | - | - | - |
| 1 965 | 1 711 | 1 657 | - | - | - | - | - | - |

En 1421, 22 feux avaient été recensés, 40 en 1695 et 70 en 1789.

### Manifestations culturelles et festivités
- Les femmes s'exposent : festival de photographie mettant en lumière les femmes photographes professionnelles. Expositions gratuites dans toute la ville[74].
- Houlgate plein vent : week-end d'avril consacréé à la glisse et au vent : kite surf, vol de cerfs-volants synchronisé, chars à voile, etc.
- FestiJazz : festival de jazz créé en 1997, sur trois jours avec des orchestres jouant dans les rues en journée et concert le soir sur la plage, l'avant dernier week-end d'août.
- Festival du film européen : depuis 2001, durant une semaine fin octobre, un panorama du cinéma européen, rencontres, courts métrages et nombreuse avant-premières[75].
- Festival de rues : rues piétonnes ouvertes aux artistes de rues le troisième samedi de juillet.
- Concert hommage (tribute concert) sur la plage le premier vendredi du mois d'août.
- Kiosqueries musicales : concerts gratuits au kiosque à musique tous les vendredis en juillet et en août.
- Eté musical : concert de musique classique en l'église Saint-Aubin les samedis en juillet et en août.
- Rencontres d'été théâtre et lecture : en juillet et en août.

## Économie

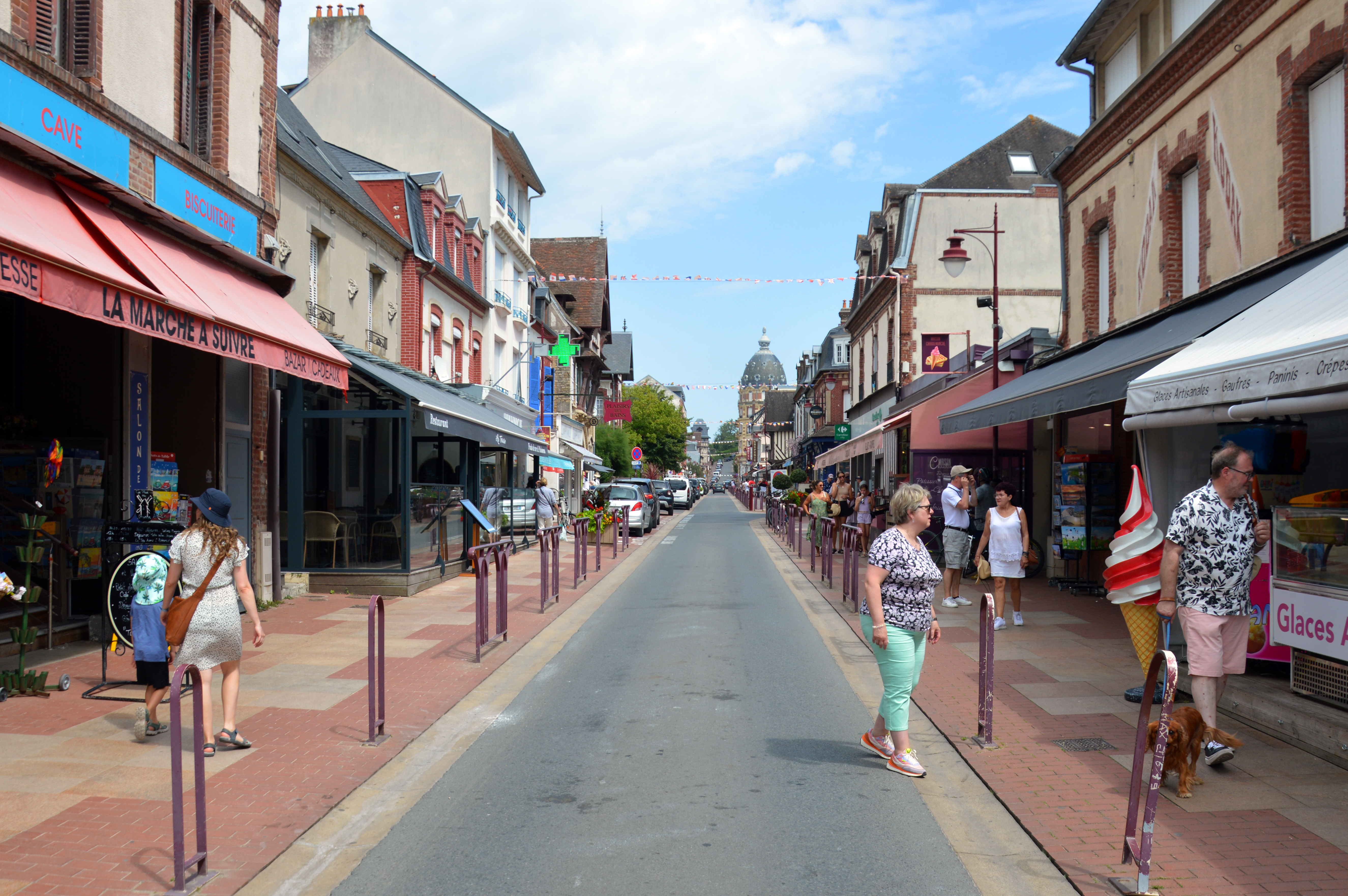
Des magasins et restaurants dans la Rue des Bains en 2024.

L'économie de la ville est, comme bon nombre de villes de la Côte Fleurie, tournée vers le tourisme : hôtellerie, restauration, loisirs équestres, golf et activités nautiques. On y trouve également une zone d'activités artisanales où sont installés plusieurs entrepreneurs en bâtiment, ainsi qu'une usine de confiserie, Patrelle (depuis 1984). La ville d'Houlgate dispose d'un accès à Internet à très haut débit par fibre optique pour inciter les professions libérales et freelances à s'installer à l'année.

## Culture locale et patrimoine

### Lieux et monuments
- Église Saint-Aubin de Beuzeval

- Église Saint-Aubin, rue Victor Lecesne, construite en style néogothique par  Jacques-Eugène Barthélémy.

Elle abrite une des nombreuses copies de la Crucifixion de Prud'hon par H. Desmarest (1886).

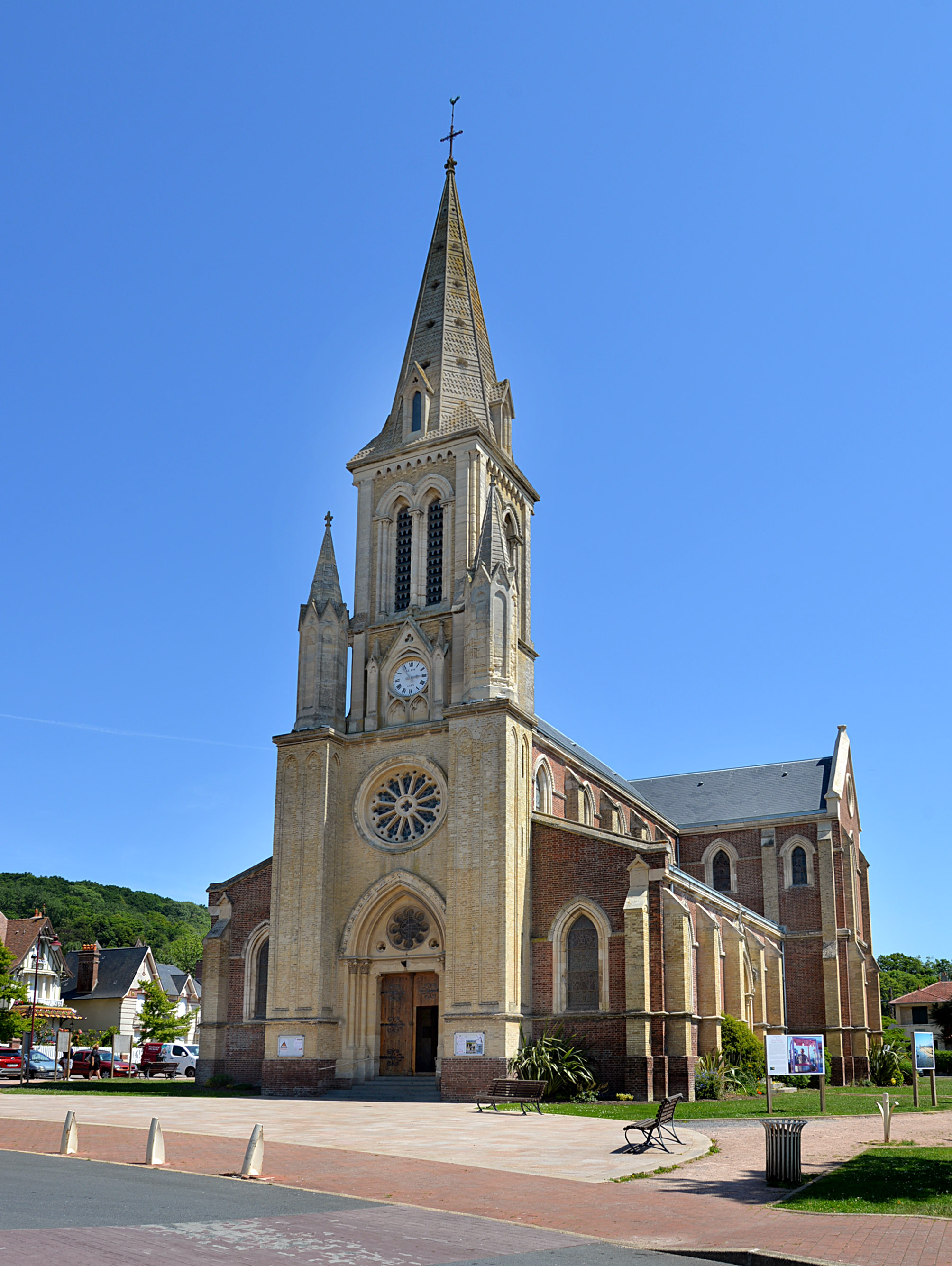
L'église Saint-Aubin.

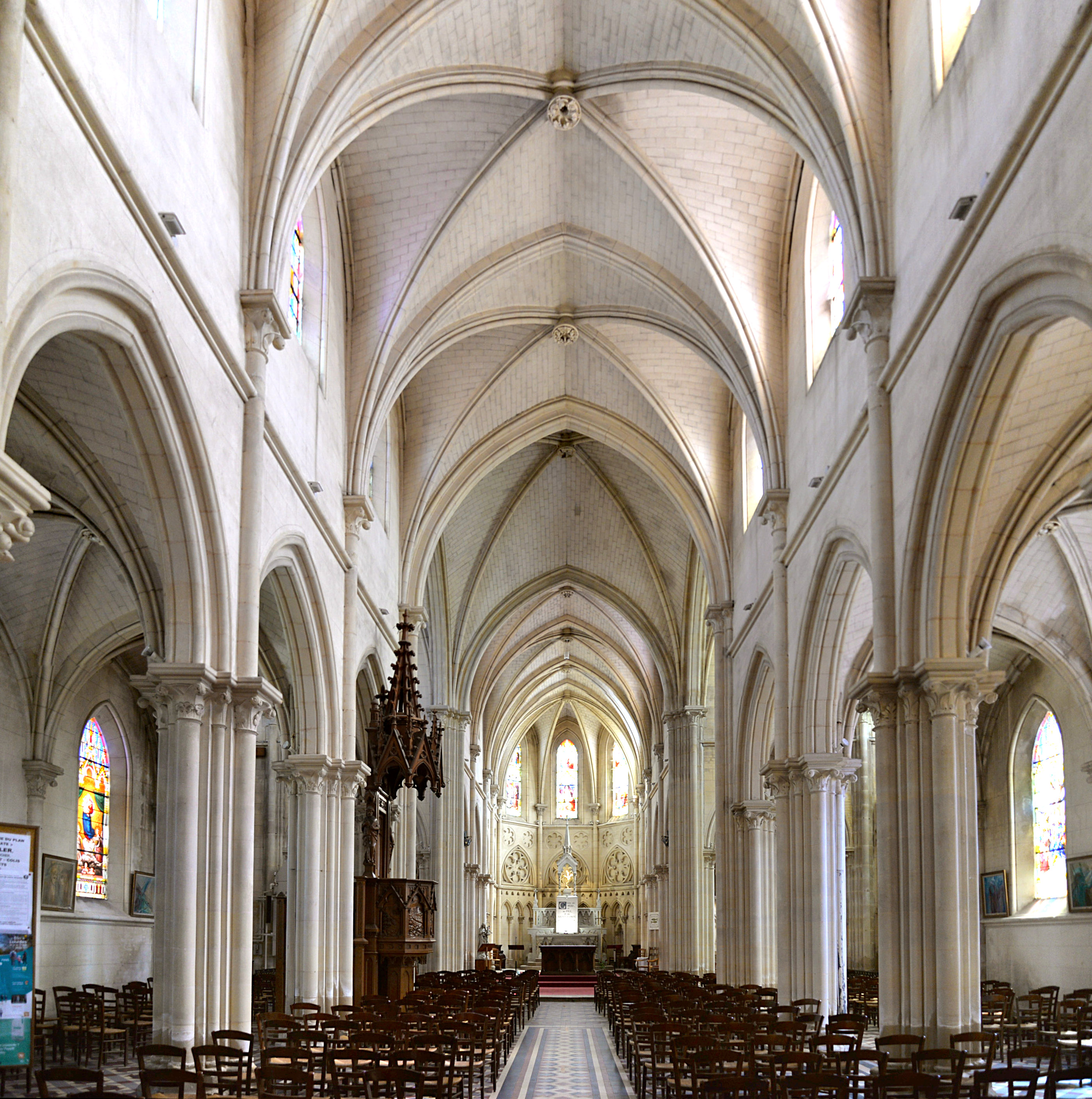
La nef de l'église Saint-Aubin.

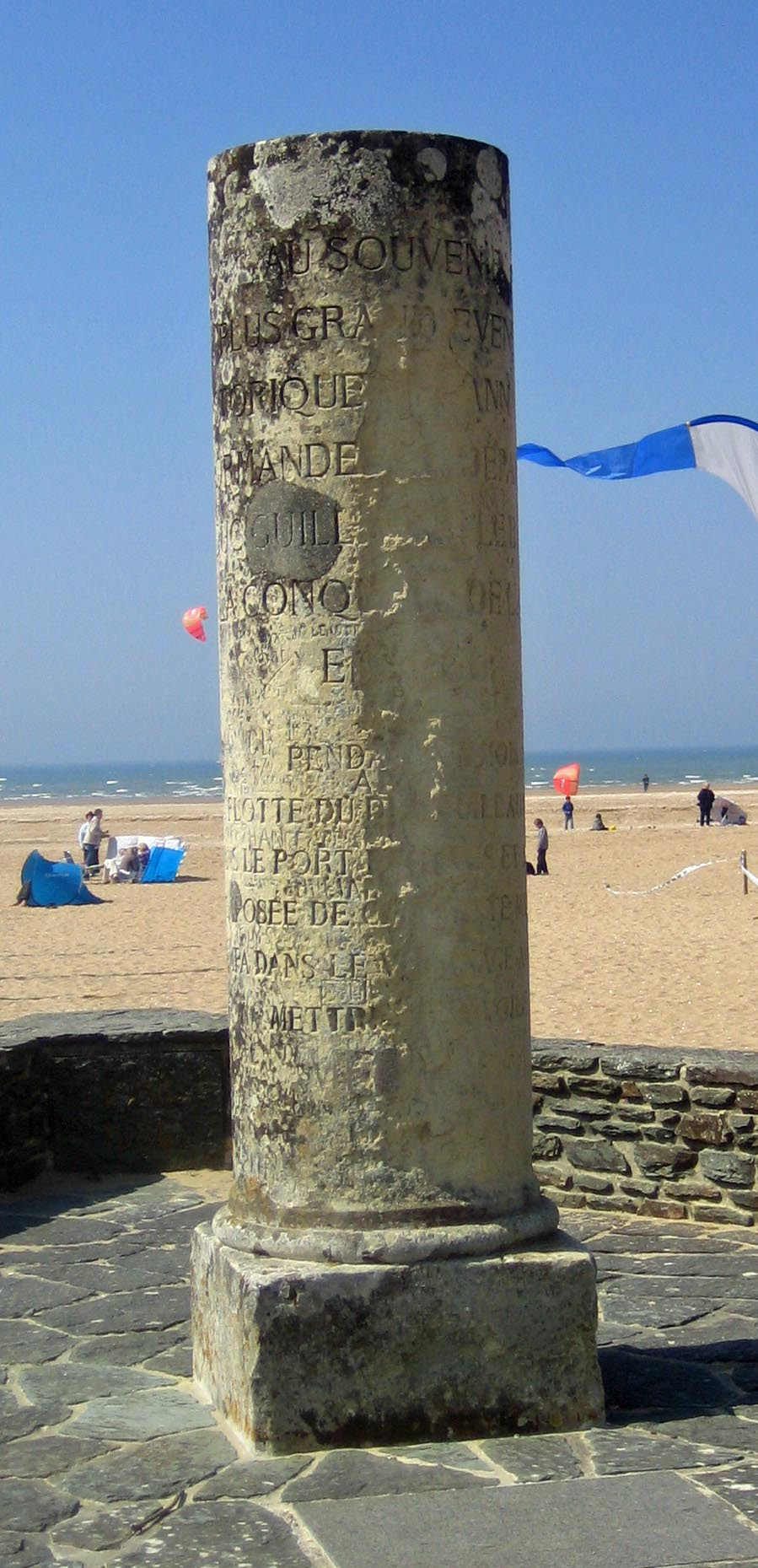
La colonne Guillaume.

- Colonne Guillaume, une colonne commémorative placée à l'origine au sommet de la butte de Caumont, dans la propriété de M. Foucher de Careil et aux frais de M. de Caumont. Elle est inaugurée le 18 août 1861 à l'endroit même d'où Guillaume le Conquérant donne en 1066 le signal du départ de la flotte pour la conquête de l'Angleterre.

Le monument, composé d'un cylindre monolithe, sur base quadrangulaire, porte cette inscription :

« Au souvenir

Du plus grand événement

Historique des Annales Normandes

Le départ du duc Guillaume Le Bâtard

Pour la conquête de l'Angleterre

En 1066

Pendant un mois

La flotte du duc Guillaume

Stationna dans le port de Dives et son armée

Composée de cinquante mille hommes

Campa dans le voisinage

Avant de mettre à la voile. »

La colonne a été déplacée à l'intersection de la rue du Moulin et de la rue des Bains, au bord de la promenade Roland-Garros.

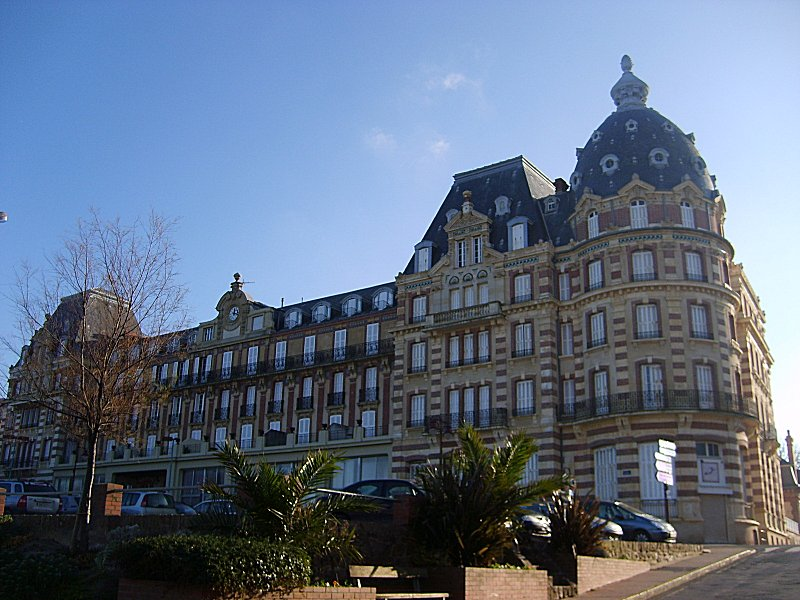
Le Grand Hôtel.

- L'ancien Grand Hôtel, construit en plusieurs étapes. Le corps central est construit par Jacques Claude Baumier en 1859. En 1896-1897, son fils, René-Jacques Baumier, enserre le bâtiment de deux pavillons légèrement en saillie reprenant le style d'origine mais avec une décoration extérieure plus riche. Enfin l'ensemble est complété par René-Jacques Baumier en 1904 par l'édification à l'angle ouest d'une rotonde surmontée d'un dôme[77].

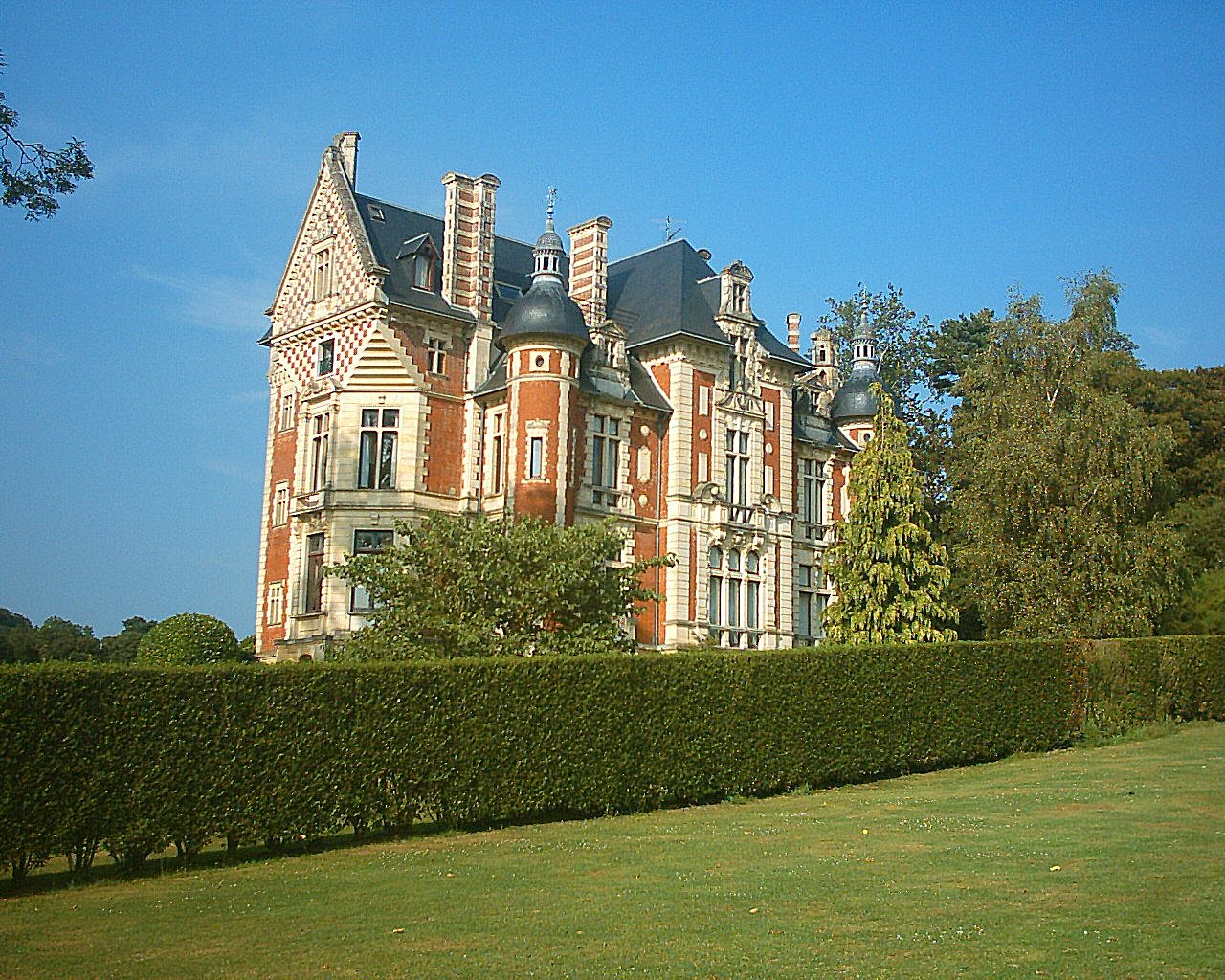
Le manoir de Beuzeval pendant l'été 2004.

- Le manoir de Beuzeval, situé à 3 km de la côte et construit au XIXe siècle par Victor Lecesne, armateur et homme politique[78]. Il est ensuite acquis par le propriétaire du BHV, Henri Viguier. Le manoir est construit sur le site d'un château médiéval plus ancien.

Anciennement dans la commune de Gonneville-sur-Mer, c'est en 1825 qu'après reconsidération des terres du manoir que les limites communales furent retracées et la bâtisse définitivement placée sur le territoire de Beuzeval.
Entre 1620 et 1640, le château de Beuzeval fait partie du fief des Aché. En plus du château, le fief comportait une chapelle où un chapelain était affecté.
Jean d'Aché, seigneur du manoir, accompagne Guillaume le Conquérant en 1066 lors de la conquête normande de l'Angleterre. Le 6 août 1066, quelques jours avant le départ pour l'Angleterre, Guillaume se réfugie au château de Beuzeval à cause d'une tempête. Le lendemain matin, Guillaume remercie son hôte Pierre de Sinvillex pour son hospitalité et lui ordonne de l'accompagner en Angleterre. Pierre meurt lors de la Bataille d'Hastings.
Le château reste sans utilisation avant le XIXe siècle quand la structure est construite. Après la défaite en 1815 à la bataille de Waterloo et la chute du Premier Empire, la région est occupée par les troupes prussiennes. Pendant la Seconde Guerre mondiale, les Allemands occupent une fois de plus le manoir et y installent leur quartier général. On trouve de nombreux vestiges de cette présence avec notamment des bunkers et des tranchées. Le maréchal Rommel y séjourne plusieurs fois lors de ses inspections du mur de l'Atlantique. Fréquemment pris pour cible par l'aviation alliée, un planeur s'y égare le jour du débarquement.
Près du manoir, vestiges d'une motte féodale de 4 mètres de hauteur.
Situé sur Gonneville-sur-Mer, le château de Dramard est historiquement lié au manoir de Beuzeval[réf. nécessaire].

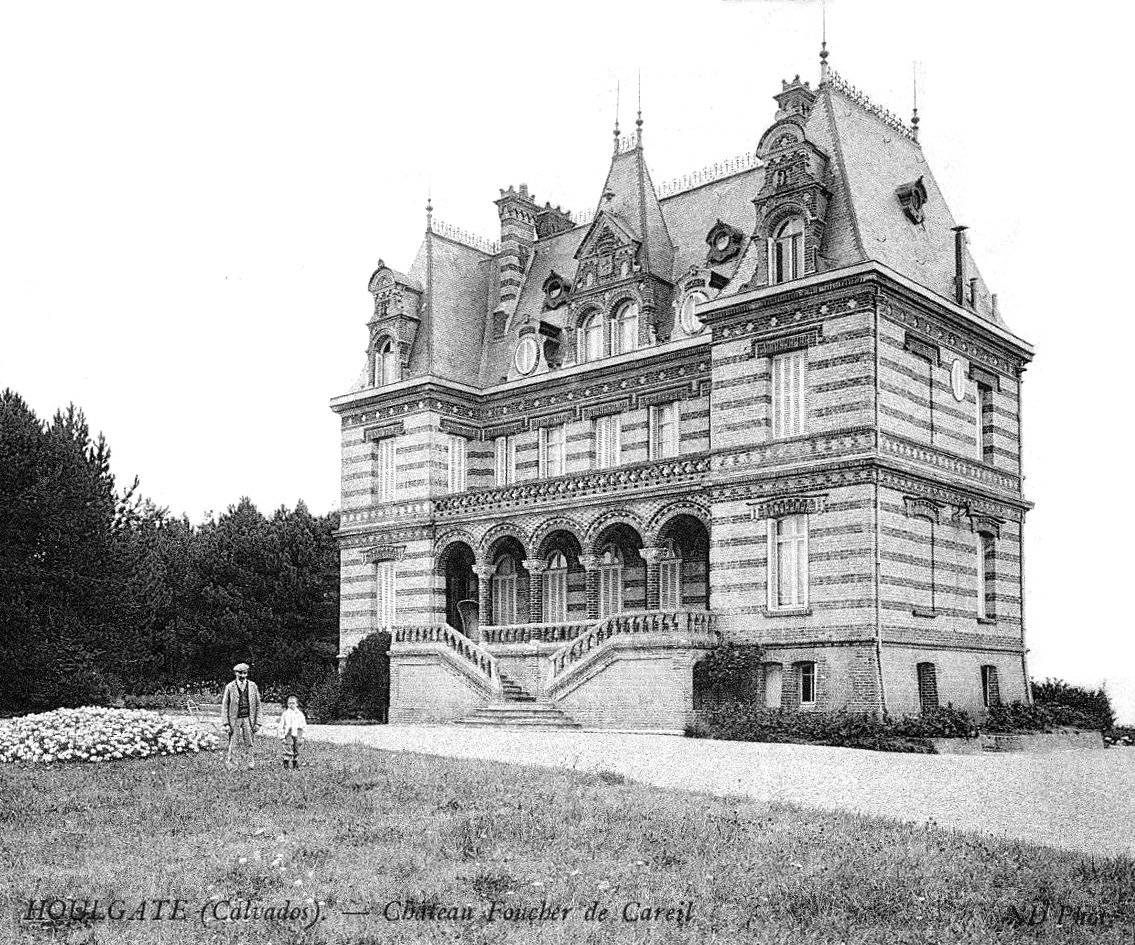
Château Foucher de Careil.

- Le domaine Foucher-de-Careil

Le château Foucher-de-Careil, ou château de Caumont : château de style néo-Louis XIII, construit en 1863 pour Louis-Alexandre Foucher de Careil à l'endroit même du campement de l'armée de Guillaume le Conquérant en 1066 avant l'invasion de l'Angleterre. Un portique surmonté d'un balcon régnant au niveau du premier étage, adoucit l'austérité de cet édifice classique, composé d'un corps central entre deux pavillons saillants. À l'entrée du domaine, un chalet de style néo-normand a été construit en 1893, par les architectes Baumier fils et Nicolas, pour Foucher de Careil fils.
« À Houlgate, M. le Comte Foucher de Careil s'est fait construire un château, sur un site invraisemblable, au sommet de la falaise, dans le vent. C'est d'une si étrange folie, qu'en l'apercevant, les touristes partis de Trouville ou de Luc-sur-Mer s'arrêtent consternés. Sur Cabourg, Dives et Beuzeval, ce château plane comme une obsession. On le jurerait bâti par le diable ».
Surplombant la commune depuis les hauteurs, le domaine Foucher de Careil accueille désormais les colonies de vacances de la commune de La Garenne-Colombes (Hauts-de-Seine) ainsi que le centre de loisirs de la ville d'Houlgate pendant les mois de juillet et août. Les enfants profitent alors des 33 hectares du domaine pour leurs activités (vélo, poney, grands jeux dont le « jeu des indiens », le « jeu des drapeaux », etc.).
Les maternels sont confortablement installés au château, les 6-8 ans logent eux à la villa (le chalet néo-normand), les 9-11 ans dans les tentes du camp jaune au pied du château et les 12-14 ans dans celles du camp bleu à l'entrée du domaine.
Entouré par la forêt, le château n'est visible depuis la commune que de la place de l'Église. Propriété privée appartenant à la commune de La Garenne-Colombes, le domaine n'est pas ouvert au public et ne présente pas d'intérêt touristique du fait de la reconversion des lieux pour accueillir les jeunes Garennois.

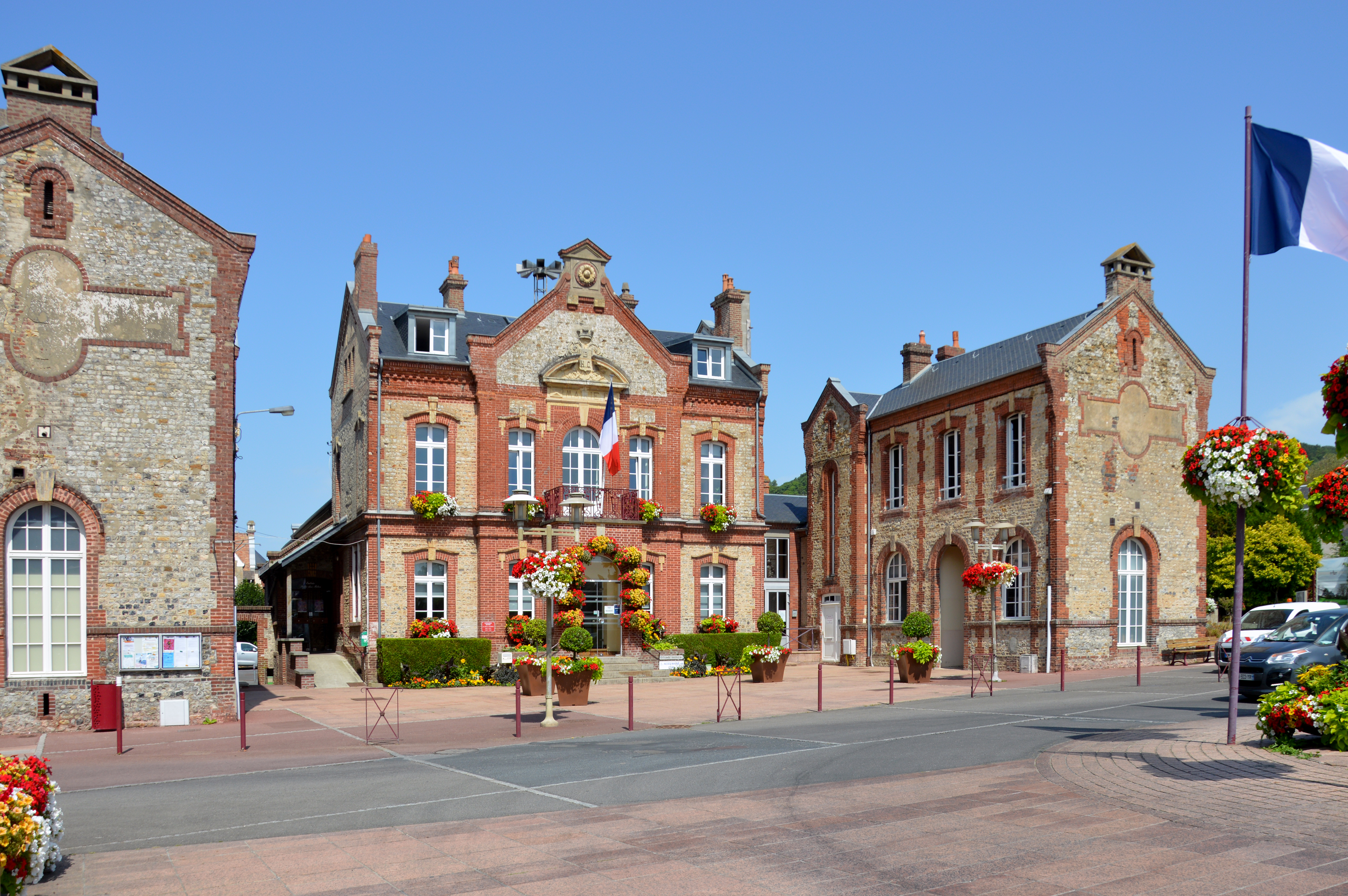
L'hôtel de ville.
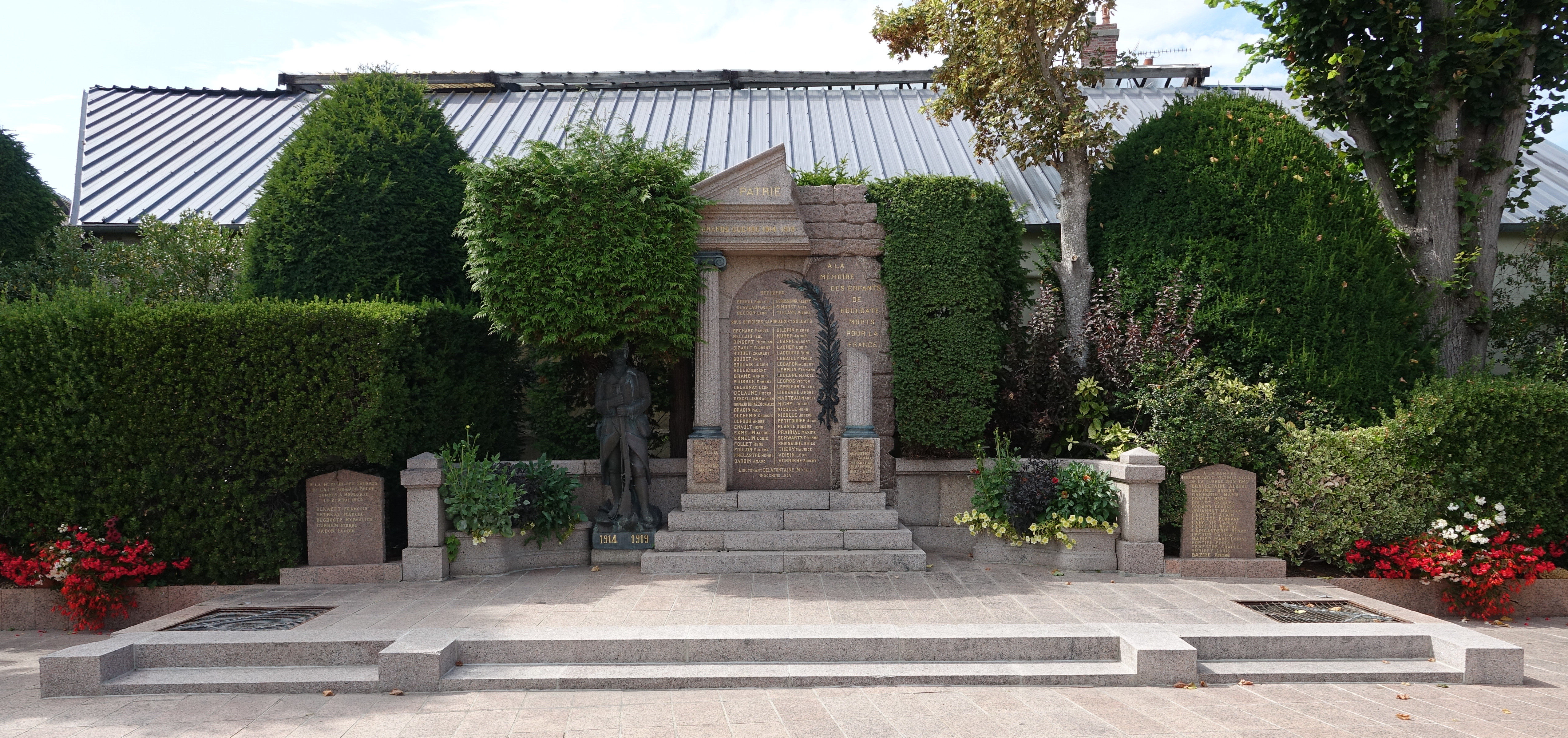
Le monument aux morts de la Première Guerre mondiale.

### Personnalités liées à la commune

#### Nées dans la commune
- Jacques Séverac (1902-1982), acteur, scénariste et réalisateur.
- Michel Faul (1920-1945), officier des Forces françaises libres, lieutenant du 1er régiment d'artillerie coloniale , Compagnon de la Libération[81], Mort pour la France le 16 janvier 1945 à Bolsenheim.
- Jean-Jacques His, (1947- ), ingénieur motoriste,

#### Autres personnalités
- Marcel Amont, chanteur, qui possédait une villa sur la digue.
- Dominique Besnehard, producteur, acteur et agent de nombreux acteurs, a passé une partie de son enfance à Houlgate[82].
- Janine Boissard, écrivain contemporain français, y possède une villa.
- Louis Charles Breguet, constructeur aéronautique, y possédait une villa.
- Roland Garros, aviateur qui, le 6 septembre 1912, en face de la villa Les mouettes décolla de la plage de Houlgate pour établir à 4 960 m un nouveau record d'altitude[83]. En souvenir de cet évènement, la digue prend le nom de promenade "Roland-Garros" en 1988.
- Jacques Ibert séjourna pendant plusieurs dizaines d'années à la villa Armengaud ; il y reçut Arthur Honegger.
- Auguste et Louis Lumière, inventeurs du cinéma, y possédaient la villa Les Lucioles.
- Gaston Menier, industriel chocolatier, y possédait la Villa Menier.
- Gustave-Adolphe Mossa, peintre symboliste français, qui fut hospitalisé à Houlgate en 1914-1915 après avoir été blessé au combat ; il y peindra plusieurs aquarelles.
- Marcel Proust, écrivain, qui avait l'habitude d'aller chez le fleuriste Lerossignol ; un rosier centenaire dit rose Proust dans un jardin public, avenue du Général-Leclerc, demeure sur l'emplacement des terrains de culture de Lerossignol.
- Amédée Renée, député et homme de lettres, membre fondateur de la Société civile immobilière des terrains de Beuzeval à l'origine de la création de la ville.
- Léon Riesener, peintre (petit-fils de Jean-Henri Riesener, ébéniste de Louis XIV) et cousin d'Eugène Delacroix, locataire du Moulin Denise.
- Marie-Agnès Gillot, danseuse étoile de l'opéra de Paris, y vit dans une maison familiale et a fondé une école de danse.

### Héraldique
| Blason de Houlgate | Blason  | De gueules à la barre d'argent (d'or) chargée de trois coquilles de sable et accompagnée de deux léopards aussi d'or.              |
| Blason de Houlgate | Détails | Les deux léopards d'or sur champ de gueules rappellent les armes de la Normandie. Le statut officiel du blason reste à déterminer. |

### Houlgate dans les arts et la culture
« L'installation à Houlgate se fit sans incidents, comme s'était fait le voyage. Tout était prêt lorsque nous arrivâmes... Nous n'avions plus qu'à prendre possession de la villa, une villa spacieuse, élégante,pleine de lumière et de gaîté, qu'une large terrasse, avec ses fauteuils d'osier et ses tentes bigarrées, séparait de la plage. On descendait à la mer par un escalier de pierre, pratiqué dans la digue, et les vagues venaient chanter sur les premières marches, aux heures de la marée montante. »

— Octave Mirbeau, Le Journal d'une femme de chambre
Houlgate apparaît dans plusieurs romans, par exemple Le crime des vaches noires de Dominique Bussillet, Normandie Party de Bernard Dumez ou encore Deux copains en pleine mer de Sylvie Dumez.

### Équipements de tourisme balnéaire et culturel
- Un golf de 18 trous vallonné et agrémenté de plans d'eau et ruisseaux.
- 21 courts de tennis dont deux couverts (3 sites).
- Une salle d'escalade avec environ 70 voies différentes (une des plus grandes salles du Grand Ouest).
- Un port de plaisance, une école de voile et un port de pêche dans l'estuaire de la Dives.
- Un service de plage : 180 cabines de bois et mobilier de plage, un club Mickey « Holigate.club », deux aires de beach-volley, une piscine de plein air chauffée (initiation, aquagym et baptême de plongée bouteille).
- Un casino à l'architecture belle époque regroupant machines à sous, Black Jack, lounge bar et restaurant panoramique « Entre Terre et Mer » avec sa terrasse sur mer.
- Une salle de cinéma de 256 places confort avec sorties nationales et avant-premières en équipement numérique 2k 3D avec son Dolby Digital.
- Trois clubs d'équitation.
- Un minigolf face à la mer.
- Une école de Kite-surf.
- Location de kayak de mer et catamarans, ski nautique et bouées tractées.
- Un spa Deep Nature.
- Un parc de loisirs et de détente et des chemins de promenade balisés.
- Un espace culturel dans le bâtiment du Patronage Saint-Louis pour la diffusion de concerts ou pièces de théâtre.
- Une salle d'exposition dans le hall de la gare.
- Port de plaisance en partage avec Dives-sur-Mer et Cabourg.

## Pour approfondir